# The Wind Chimes
The Wind Chimes je videoalbum britského multiinstrumentalisty Mika Oldfielda. Bylo vydáno na podzim 1988 na VHS a laserdiscu.
The Wind Chimes obsahuje videoklipy k většině skladeb na Oldfieldově albu Islands, které bylo vydáno v roce 1987. K nim byly přidány klipy dalších známých Oldfieldových písní.

## Seznam skladeb
1. „The Wind Chimes Parts One & Two“ (Oldfield)
2. „North Point“ (Oldfield)
3. „Islands“ (Oldfield)
4. „The Time Has Come“ (Oldfield)
5. „Flying Start“ (Oldfield)
6. „Magic Touch“ (Oldfield)
7. „Five Miles Out“ (Oldfield)
8. „Moonlight Shadow“ (Oldfield)
9. „Shine“ (Oldfield/Oldfield, Anderson)
10. „Shadow on the Wall“ (Oldfield)
11. „Pictures in the Dark“ (Oldfield)